# S/2005 (80806) 1
S/2005 (80806) 1 é o objeto secundário do corpo celeste denominado de (80806) 2000 CM105. Ele é um objeto transnetuniano que tem cerca de 121 km de diâmetro e orbita o corpo primário a uma distância de 2.700 km.